# The Pipettes
The Pipettes – brytyjski, kobiecy zespół indiepopowy założony w 2003 roku, w Brighton.

## Skład
- RiotBecki – śpiew (do 2008)
- Gwenno-śpiew, klawisze (do 2008)
- Rosay – śpiew, klawisze
- Monster Bobby – gitara
- Jon Falcone – bas
- Seb Falcone – klawisze
- Jason Adelinia – perkusja (do 2008)
- Ani
- Anna McDonald

## Dyskografia

### Albumy
- We Are The Pipettes (2006)
- Earth vs. The Pipettes (2010)

### Single
- I Like a Boy in Uniform (School Uniform) (2005)
- ABC (2005)
- Judy (2005)
- Dirty Mind (We Are The Pipettes, 2006)
- Your Kisses Are Wasted on Me (We Are The Pipettes, 2006)
- Pull Shapes (We Are The Pipettes, 2006)
- Judy (We Are The Pipettes, 2006)